# Bunder- en Elslooërbos
Bunder- en Elslooërbos is een Nederlands Natura 2000-gebied (classificatie:Heuvelland, nummer 153) in de Nederlandse provincie Limburg. Het ligt in de gemeenten Meerssen en Stein. De oppervlakte van het Natura 2000-gebied is 189 ha, het wordt beheerd door Staatsbosbeheer en particulieren.
Het gebied omvat een reeks helling- en bronbossen; het Hoge en Lage Bos bij Elsloo, het Geulderbos bij Geulle en het Armenbos en het Bunderbos bij Bunde. Ze liggen op de steile, oostelijke helling van het Maasdal tussen Elsloo en Bunde. er bestaan hoogteverschillen van ca. tachtig meter. De bossen bevatten talloze kalkrijke bronnen en beken en worden in de Natura2000 omschrijving gekwalificeerd als 'de mooiste bronbossen in Nederland'. Het is het belangrijkste gebied in Nederland met kalktufbronnen. De eiken-haagbeukenbossen op de steile hellingen bestonden al in de middeleeuwen, ze werden lang geëxploiteerd als hakhout.
In de bos-ondergroei zijn onder meer bosanemoon, daslook, eenbes en gele anemoon te vinden. Dankzij het kalkrijke- en zuurstofrijke bronwater floreert ook het zeldzame goudveil-essenbos. Op kalkafzettingen bij bronnen groeit een bijzondere combinatie van mossoorten. In het gebied leefden anno 2020 meerdere deelpopulaties van de vuursalamander waaronder de grootste van Nederland.
Broedvogels van oudere bossen als kleine bonte specht, fluiter, vuurgoudhaan, grauwe vliegenvanger en boomklever zijn in het Bunder- en Elslooërbos algemeen. Bij bronnen en beekjes broeden ijsvogel en grote gele kwikstaart en in de vochtige bossen komen ook wielewaal en matkop voor.